# 高卓雄
高卓雄（1902年—1987年），男，生於廣州，廣東南海人，中國實業家和香港工商界著名領袖。歷任全國政協第二、三、四、五及六屆委員，並曾任香港中華總商會共四屆會長、保良局主席等職，並獲大英帝國頒發MBE勳銜，1987年病逝於香港。
高卓雄為香港中華總商會在任時間最長的會長，在任期間曾接待過不同國家領袖，包括在1956年曾與毛澤東主席進行史無前例的親切交談。 香港開埠後本地水資源一直不足夠滿足人民所需。加上戰後人口激增，工業用水也隨著經濟發展大量增長，因此自1940年代末期開始，香港民間限時供水（俗稱“制水”）越來越普遍，也成為一個嚴重民生問題。高卓雄通過香港中華總商會協助當時港英政府與中國中央政府商討興建東江並與周恩來總理見面，因此對促成深圳東江水輸送到香港和有效解決香港缺水問題有不少功勞。
高卓雄一直大力支持香港公商界及公益發展，除了曾任兩屆保良局主席（1945-46, 1946-47） 及香港中華總商會會長，還曾擔任鐘聲慈善社社長、藥行商會主席，京士柏孤兒院院長、中區街坊會理事長、商業通濟公會名譽會長等職。高卓雄曾在香港九龍創辦新世界大藥行，後成立有限公司，其經營的企業還有華人企業有限公司、蘭香閣茶餐廳有限公司、華人食品有限公司、平安大酒樓有限公司及循環報業印刷有限公司，任總監督或董事長。